# Recep İvedik 2
Recep İvedik 2 ist ein türkischer Film, der im Jahr 2009 produziert wurde. Der Film ist die Fortsetzung von Recep İvedik, der im Jahr 2008 erschien.

## Handlung
Recep besucht seine Großmutter, die genauso behaart ist wie er selbst, zudem spielt sie gerne Pro Evolution Soccer auf ihrer Playstation. Nachdem Recep ihr Blumen und ein Spiel bringt, befiehlt ihm seine Oma, dass er 3 Dinge erledigen soll: als erstes solle er eine Arbeit finden, danach eine Frau suchen und eine Familie gründen und zum Schluss Respekt verdienen. Nur dann will ihm seine Großmutter das einzige Erbstück übergeben, eine geheimnisvolle Kiste.
Danach versucht sich Recep in einigen Jobs, unter anderem als Kassierer in einem Supermarkt und als Pizzabote.  Nachdem er bemerkt, dass auch die Luftfahrtindustrie und der Job als Apotheker nicht das richtige für ihn ist, schickt ihn die Großmutter zu seinem Cousin Hakan, da der Großvater der beiden eine Firma gegründet hätte und somit auch Recep ein Teil der Firma gehöre. Nachdem Recep Hakan überredet, bekommt er dort einen Job.
Dort trifft er Ali Kerem, einen Angestellten. Er bittet diesen, ihm ein Internetprofil zu erstellen, da er auch die zweite Bitte seiner Großmutter erfüllen will. Danach trifft sich auch zweimal mit Frauen, jedoch sprüht ihm eine Pfefferspray ins Gesicht und auf die andere übergibt er sich, weil ihm von einem Essen schlecht wird. Hierauf geht er auf eine von  Hakan für japanischen Geschäftsleute, mit denen er einen Vertrag abschließen möchte, organisierte Feier. Am nächsten Tag lehnen diese aber ab, bis Recep hereinkommt und sie anschreit. Dafür bekommt Hakan einen Preis als bester Unternehmer, den er jedoch an Recep weitergibt, da der ihm bei dem Geschäft mit den Japanern geholfen hat. Wegen dieser Hilfe ist er nun auch freundlicher geworden.
Als später eine Arbeiterin der Firma eine Kostümparty macht, schleicht sich Recep, in der Hoffnung, eine Frau zu finden, auf diese. Als ihn während der Party seine Großmutter anruft und sagt, dass es ihr schlecht gehe, verkleidet er seinen Freund Ali Kerem als Mädchen, um die Oma glauben zu lassen, er hätte auch eine Freundin. Als letzten Satz ihres Lebens sagt die Oma, dass Recep sich die Kiste in den Hintern schieben könne und stirbt.
Als Recep zu Hause ankommt öffnet er die Kiste. Darin findet er ein Bild der Oma, auf dem sie ihren Daumen zwischen Mittelfinger und Zeigefinger steckt (dies gilt in der Türkei als Beleidigung). Recep kann daraufhin nur herzlich über seine Oma lachen.

## Erfolg
Der Film war, wie sein Vorgänger Recep İvedik auch, ein sehr großer Erfolg und brach in der Türkei mehrere Rekorde, z. B. wurde er in den ersten drei Tagen (12.–15. Februar) insgesamt von 1,2 Millionen Menschen gesehen, die höchste Zahl die ein türkischer Film bisher erreichte. Außerdem war er der erfolgreichste türkische Film in Deutschland. Den bisherigen Rekord hatte Tal der Wölfe – Irak mit 410.237 Besuchern. Recep İvedik 2 überbot diesen Rekord schon nach den ersten zwei Wochen.

## Fortsetzungen
Im Jahr 2010 erschien der dritte Teil der Reihe mit dem Titel Recep İvedik 3. Weitere Teile der Reihe folgten, zuletzt 2022 Recep İvedik 7.